# Jeux de la Micronésie de 1994
Navigation
Saipan 1990 Koror 1998
Les 3es Jeux de la Micronésie, organisés par le Comité national olympique de Guam ont eu lieu du 26 mars au 2 avril 1994, à Agana sur l'île de Guam. Les jeux de 1994 sont les premiers organisés par Guam.

## Délégations participantes
Les participants à cette compétition sont deux territoires organisés non incorporés des États-Unis, Guam et les Îles Mariannes du Nord, trois pays souverains, les îles Marshall, les Palaos et Nauru, et les quatre États constitutifs des États fédérés de Micronésie, Chuuk, Pohnpei, Kosrae et Yap, qui concourent séparément. Guam et Nauru participent pour la première fois aux Jeux de la Micronésie,.

## Compétition

### Sports au programme
Quatorze sports sont au programme de ces jeux : l’athlétisme, le baseball, le basketball, l'haltérophilie, la lutte, le Micronesian all around, la natation, la pêche sous-marine, le softball, le tennis, le tennis de table, le volley-ball, la course de Va'a. À la liste des sports inclus dans les Jeux de 1969 et 1990 ont donc été ajoutés le basket-ball féminin, le softball balle rapide pour les hommes, le softball balle lente pour les femmes, l'haltérophilie masculine, la lutte masculine et la pêche sous-marine masculine,. Les femmes participent dorénavant aussi au tennis, au tennis de table, aux course de va'a et au micronesian all around. Dans ce sport, la montée de cocotier est remplacée pour les femmes par le râpage de noix de coco. Les sports de démonstration sont le beach-volley, le golf, le bodybuilding, la force athlétique, l'haltérophilie féminine, le taekwondo et le water-polo,.

### Tableau des médailles
Guam est le territoire qui remporte le plus de médailles avec 111 médailles dont 56 en or. Il est également premier au tableau des médailles.
| Rang  | Nation                 | Or  | Argent | Bronze | Total |
| ----- | ---------------------- | --- | ------ | ------ | ----- |
| 1     | Guam                   | 56  | 26     | 29     | 111   |
| 2     | Palaos                 | 17  | 30     | 22     | 69    |
| 3     | Îles Marshall          | 16  | 13     | 18     | 47    |
| 4     | Îles Mariannes du Nord | 14  | 34     | 30     | 78    |
| 5     | Nauru                  | 9   | 4      | 4      | 17    |
| 6     | Pohnpei                | 6   | 13     | 6      | 25    |
| 7     | Kosrae                 | 0   | 1      | 3      | 4     |
| 8     | Chuuk                  | 0   | 1      | 3      | 4     |
| Total | Total                  | 118 | 122    | 115    | 355   |

### Athlétisme
Pour la première fois, les femmes participent à autant d'épreuves que les hommes. Elles ne diffèrent que sur une seule : le 3 000 m féminin est remplacé par le 5 000 m masculin,.
- Femmes

Les meilleures performances des Jeux (RJ = Record des Jeux) ont été battues sur les 200 m, 400 m, 800 m, relais 4 × 100 m, saut en longueur, lancer du poids et lancer du disque féminins. Les femmes concourent dans trois nouvelles discipline, le marathon, le triple saut et le lancer de javelot.
| Épreuves          | Or                                                                                     | Argent                                                                                            | Bronze                                                                        |
| 100 m             | Rita Epina Pohnpei 13 s 4                                                              | Anelize Emiliano Palaos 13 s 4                                                                    | Theresa Sison Guam 13 s 4                                                     |
| 200 m             | Rita Epina Pohnpei 27 s 8 RJ                                                           | Anelize Emiliano Palaos 28 s 2 ?                                                                  | Theresa Sison Guam 28 s 1 ?                                                   |
| 400 m             | Theresa Sison Guam 1 min 2 s 9 RJ                                                      | Shelly Jongman Îles Mariannes du Nord 1 min 5 s 6                                                 | Trudy Duburiya Nauru 1 min 5 s 9                                              |
| 800 m             | Marie Benito Guam 2 min 36 s 8 RJ                                                      | Dannette Ricky Palaos 2 min 37 s 6                                                                | Shelly Jongman Îles Mariannes du Nord 2 min 42 s 5                            |
| 1 500 m           | Marie Benito Guam 5 min 19 s 3                                                         | Hyacinth Ignacio Îles Mariannes du Nord 5 min 44 s 4                                              | Amanda Barker Îles Marshall 5 min 46 s 1                                      |
| 3 000 m           | Marie Benito Guam 12 min 13 s 9                                                        | Aniwika Sakan Chuuk 12 min 41 s 7                                                                 | Bellee Ngiraibab Palaos 12 min 43 s 5                                         |
| 10 000 m          | Marie Benito Guam 44 min 51 s 6                                                        | Joanne Bonine Guam 45 min 17 s                                                                    | Bernice Carbullido Guam 45 min 26 s 1                                         |
| Marathon          | Joanne Bonine Guam 3 h 38 min 7 s                                                      | Carol Lynn Pierce Îles Mariannes du Nord 5 h 10 min 56 s                                          | —                                                                             |
| 4 × 100 m         | Anelize Emiliano, Nerlina Merep, A. Ngirkelau, Jolene Rafael Palaos 54 s 9 RJ          | Dancia Benavente, Mio Shimamura, Sato Shimamura, Theresa Sison Guam 55 s 3                        | Lelean Abraham, Margrate Wakuk, Justina Palik, Maureen Elley Kosrae 55 s 8    |
| 4 × 400 m         | Dannette Ricky, Cherrie Ringang, Paola Soaladaob, Laura Mangham Palaos 4 min 33 s 8 RJ | Stacey Conliff, Shelly Jongman, Heidi Yelin, Hyacinth Ignacio Îles Mariannes du Nord 4 min 37 s 6 | Dancia Benavente, Adele Pama, Sato Shimamura, Theresa Sison Guam 4 min 40 s 6 |
| Saut en hauteur   | Rica Chisato Îles Mariannes du Nord 1,29 m                                             | Nerlina Merep Palaos 1,25 m                                                                       | Julie Tokyo Îles Mariannes du Nord 1,18 m                                     |
| Saut en longueur  | Theresa Sison Guam 4,80 m RJ                                                           | Nerlina Merep Palaos 4,54 m                                                                       | Sato Shimamura Guam 4,50 m                                                    |
| Triple saut       | Nerlina Merep Palaos 9,33 m                                                            | Dancia Benavente Guam 9,11 m                                                                      | Sato Shimamura Guam 9,01 m                                                    |
| Lancer du poids   | Emiliana Quitugua Îles Mariannes du Nord 9,64 m RJ                                     | Polly Omechelang Îles Mariannes du Nord 8,36 m                                                    | Anelize Emiliano Palaos 8,32 m                                                |
| Lancer du disque  | Polly Omechelang Îles Mariannes du Nord 29,12 m RJ                                     | Emiliana Quitugua Îles Mariannes du Nord 25,76 m                                                  | Carol Hinkle Guam 25,34 m                                                     |
| Lancer du javelot | Anelize Emiliano Palaos 32,98 m                                                        | Emiliana Quitugua Îles Mariannes du Nord 31,88 m                                                  | Polly Omechelang Îles Mariannes du Nord 27,58 m                               |

- Hommes

Les meilleures performances des Jeux (RJ = Record des Jeux) ont été battues sur les 800 m, 1 500 m, 5 000 m, 10 000 m, relais 4 × 400 m, saut en hauteur, saut en longueur et lancer du disque masculins. Le triple-saut et le lancer de javelot sont de nouveau au programme.
| Épreuves          | Or                                                                                   | Argent                                                                                          | Bronze                                                                             |
| 100 m             | Frederick Canon Nauru 11 s 3                                                         | Jacky Okada Palaos 11 s 3                                                                       | Daniel Adachi Palaos 11 s 4                                                        |
| 200 m             | Frederick Canon Nauru 23 s 7                                                         | Jacky Okada Palaos 23 s 8                                                                       | Tryson Duburiya Nauru 24 s 1                                                       |
| 400 m             | Martin Motuahala Îles Marshall 52 s 3                                                | Cedric Frazier Îles Mariannes du Nord 53 s                                                      | Clinton Ngiraked Îles Mariannes du Nord 53 s 3                                     |
| 800 m             | Anthony Quan Guam 1 min 59 s 6 RJ                                                    | Elias Rodriguez Pohnpei 2 min 2 s 3                                                             | James Evangelista Guam 2 min 4 s 6                                                 |
| 1 500 m           | Anthony Quan Guam 4 min 17 s 7 RJ                                                    | Elias Rodriguez Pohnpei 4 min 20 s 4                                                            | James Evangelista Guam 4 min 23 s 0                                                |
| 5 000 m           | Elias Rodriguez Pohnpei 17 min 11 s 7 RJ                                             | Tim Brady Guam 17 min 23 s 2                                                                    | Joe Taitano Guam 17 min 32 s 1                                                     |
| 10 000 m          | Elias Rodriguez Pohnpei 35 min 46 s 1 RJ                                             | John Hoffman Îles Mariannes du Nord 36 min 39 s 7                                               | Joe Taitano Guam 36 min 41 s                                                       |
| Marathon          | Elias Rodriguez Pohnpei 2 h 55 min 54 s                                              | Fred Schumann Guam 3 h 2 min 27 s                                                               | Soichi Koichi Chuuk 3 h 40 min 20 s ?                                              |
| 4 × 100 m         | Laan Lorrance, Joe Usher, Martin Motuahala, Daniel Andrew Îles Marshall 44 s 5       | Clinton Ngiraked, Wesley Inawo, Cedric Frazier, Tony Ichiou Îles Mariannes du Nord 44 s 7       | Ace Capelle, Frederick Canon, Tryson Duburiya, Michael Demapilis Nauru 44 s 8      |
| 4 × 400 m         | Florenz Quitlong, David Wilson, Anthony Quan, James Evangelista Guam 3 min 30 s 6 RJ | Clinton Ngiraked, Wesley Inawo, Cedric Frazier, Tony Ichiou Îles Mariannes du Nord 3 min 34 s 3 | Ricky Ngiraked, Sngebard Delong, Clyde Napolaon, Einer Kebekol Palaos 3 min 35 s 5 |
| Saut en hauteur   | Todd Surber Îles Marshall 1,72 m RJ                                                  | Sngebard Delong Palaos 1,68 m                                                                   | Kerjoe Rechirei Palaos 1,61 m                                                      |
| Saut en longueur  | Florenz Quitlong Guam 6,69 m RJ                                                      | Cedric Frazier Îles Mariannes du Nord 6,11 m                                                    | Luke Jerry Kosrae 6,1 m                                                            |
| Triple saut       | Kerjoe Rechirei Palaos 13,1 m                                                        | David Wilson Guam 12,79 m                                                                       | Fred Rocio Guam 12,28 m                                                            |
| Lancer du poids   | Rene Delamar Guam 12,94 m                                                            | Pelefoti Cooper Palaos 12,32 m                                                                  | Alan Remeliik Palaos 12,25 m                                                       |
| Lancer du disque  | Rene Delamar Guam 39,68 m RJ                                                         | Gerard Jones Palaos 39,62 m                                                                     | Pelefoti Cooper Palaos 36,38 m                                                     |
| Lancer du javelot | Joal Untalan Îles Mariannes du Nord 48,84 m                                          | Brightwell Skilling Kosrae 46,44 m                                                              | Fine Olsson Nauru 46,36 m                                                          |

### Micronesian all around
Pour la première fois, la compétition concerne à la fois les hommes et les femmes.
Elle suscite l'attention des médias et l’enthousiasme officiel lors de l'édition de 1994 à Guam. Interviewé par le Washington Post, le gouverneur de Guam Joseph F. Ada annonce avoir expressément demandé l'inscription de cette discipline aux Jeux afin de redonner une véritable compétitivité culturelle à la Micronésie. D'après un organisateur de cette édition, le micronesian all around illustre le fait que nombre de compétences indigènes se sont érodées. Ainsi, Guam, malgré ses 140 000 habitants, n'a pu inscrire qu'un seul concurrent, issu de l'immigration, les hommes du pays ne voulant pas grimper aux arbres.
| Femmes              | Femmes               | Femmes                 | Hommes                      | Hommes               | Hommes                  |
| ------------------- | -------------------- | ---------------------- | --------------------------- | -------------------- | ----------------------- |
| Or                  | Argent               | Bronze                 | Or                          | Argent               | Bronze                  |
| Burang Skang Palaos | Lulita Belbei Palaos | Leonida Hatles Pohnpei | Ngiratatatang Ldesel Palaos | Rosendo Skang Palaos | Mariano Gilmete Pohnpei |